# Relations entre la Chine et la Guinée
Les relations entre la Chine et la Guinée font référence aux relations bilatérales (en) entre la république populaire de Chine et la république de Guinée.
La Chine et la Guinée ont établi des relations diplomatiques le 14 octobre 1959.

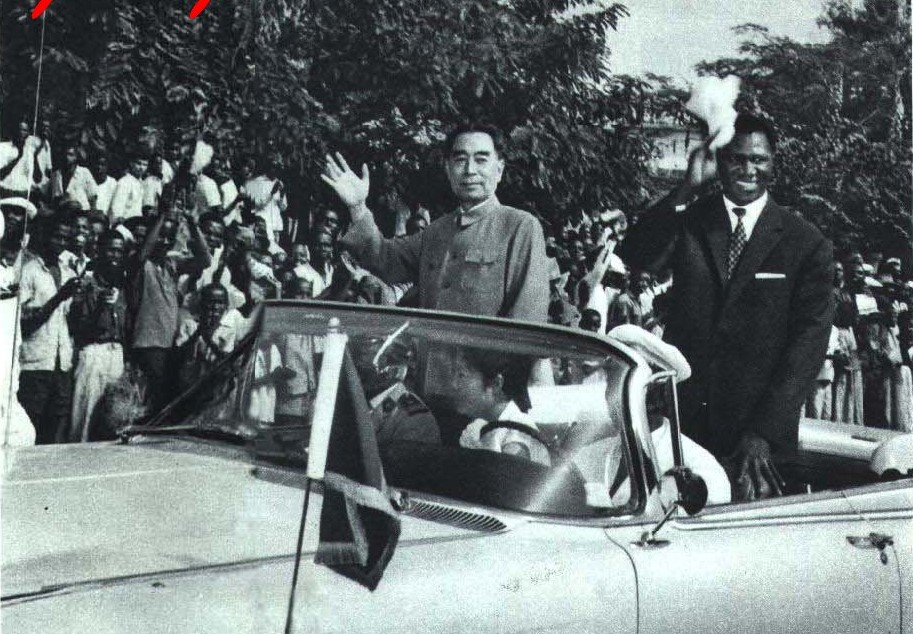
Le Premier ministre chinois Zhou Enlai et le président guinéen Ahmed Sekou Touré en 1964

## Financement de la Chine en Guinée
RTG a rapporté que les deux pays ont signé un accord commercial d'une valeur de 3,4 millions de livres le 6 février 1971.
De 2000 à 2011, environ 31 projets de financement du développement officiel chinois ont été identifiés en Guinée à travers divers reportages médiatiques. Ces projets vont de la construction d'un hôpital Sino-Guinéen de 150 lits à Kipe en 2008  à un programme d'aide d'une valeur de 5,2 millions de dollars EU en 2007, 446,2 millions de dollars (406,2 millions d’euros) sur le barrage de Kaleta dont 75 pour cent par China Exim Bank.
En 2017, un accord cadre prévoyant l’octroi de ressources minières guinéennes à des sociétés chinoises contre le financement d’infrastructures, à hauteur de 20 milliards de dollars qui seraient progressivement décaissés entre 2017 et 2036.
Le 1 septembre 2024, Mamadi Doumbouya participer au 9ᵉ Forum sur la Coopération Sino-Africaine (FOCAC) du 4 au 6 septembre 2024. En marge de sont séjours, il rencontre le 2 septembre 2024, le président Xi Jinping lors d'une réunion bilatéral au Palais de l'Assemblée du peuple entre la délégation guinéenne et celle chinoise. Au cours de la rencontre, le Général Doumbouya présente le programme « SIMANDOU 2040 » en faveur de l’économie guinéenne.

## Droits humains
En juin 2020, la Guinée était l'un des 53 pays ayant soutenu la loi sur la sécurité nationale de Hong Kong aux Nations unies.
Le président de la Chine Xi Jinping, a reconnu la victoire contestée d'Alpha Condé deux jours après l'annonce de la cour constitutionnelle.